# Nadel-Flossenfresser
Der Nadel-Flossenfresser (Belonophago tinanti) ist ein Raubsalmler aus der Familie Distichodontidae und in Zentralafrika, in der heutigen Demokratischen Republik Kongo im Ubangi und dem Pool Malebo beheimatet. Die Art wurde nach dem Fänger der Typusexemplare A. Tinant benannt.

## Merkmale
Die ca. 12 cm lang werdenden Nadel-Flossenfresser haben einen extrem langgestreckten Körper, der seitlich nur wenig abgeflacht ist. Das schnabelartige Maul ist 1,5- bis 2-mal länger als der Kopfbereich hinter den Augen.

## Ernährung
Die Tiere sind Nahrungsspezialisten und ernähren sich vor allem von den Flossen oder Flossenteilen anderer Fische. Sie lauern ihren Opfern versteckt in Pflanzendickichten auf, um dann pfeilschnell hervorzuschießen. Ihre kräftig bezahnten Kiefer arbeiten wie Scheren und schneiden den Beutefischen Flossenteile ab. Zu den Opfern gehören Salmlerarten aus den Gattungen Alestes, Distichodus und Hydrocynus sowie die Buntbarsche aus der Gattung Tylochromis.